# Staryj Uhryniv

Familjen Banderas hus i Staryj Uhryniv

Staryi Uhryniv (ukrainska: Старий Угринів, ryska: Старый Угринов, polska: Uhrynów Stary) är en by nära staden Kalusj vid foten av Karpaterna, i Ivano-Frankivsk oblast i västra Ukraina. Byn har cirka 1 000 invånare.  
Byn är mest känd för att vara byn där den ukrainska nationalisten Stepan Bandera föddes. 